# Ducks Ahoy!
Ducks Ahoy! è un videogioco pubblicato nel 1984 da CBS Software per Commodore 64 e Atari 8-bit, che consiste nel navigare per i canali di Venezia e raccogliere al volo delle anatre che si tuffano. Commercializzato come adatto all'età prescolare, è stato apprezzato dalla stampa dell'epoca come gioco educativo.

## Modalità di gioco
Il gioco si svolge in una schermata fissa, con visuale isometrica, composta da canali e palazzi antichi. Il giocatore controlla una barca che può muoversi in orizzontale e verticale lungo i canali. All'interno dei palazzi appaiono periodicamente le anatre, che si dirigono a diverse velocità verso l'uscita e infine si tuffano in acqua. Attraverso le finestre e nei cortili si possono vedere le anatre mentre attraversano sculettando il palazzo, potendo così valutare quanto tempo impiegheranno a raggiungere l'acqua e pianificare il percorso. La barca, che può contenere fino a due anatre, le deve raccogliere al volo e trasportarle alla spiaggia. La barca affonda, perdendo una vita, se viene colpita da un ippopotamo che vaga per i canali ed è visibile solo dalle bolle in superficie, tranne quando emerge per ridere se la barca è affondata. La barca affonda anche se carica più di due anatre o se non è ben posizionata quando un'anatra ci salta sopra. Si perde una vita anche se 10 anatre si tuffano in acqua senza essere raccolte. Ogni 10 anatre trasportate alla spiaggia si passa al livello successivo, che ha sempre lo stesso aspetto.